# كانتون (جورجيا)
كانتون (بالإنجليزية: Canton, Georgia)‏ هي مدينة تقع في مقاطعة تشيروكي، جورجيا بولاية جورجيا في الولايات المتحدة. تبلغ مساحة هذه المدينة 36.9 (كم²)، وترتفع عن سطح البحر م، بلغ عدد سكانها 22987 نسمة في عام 2010 حسب إحصاء مكتب تعداد الولايات المتحدة.

## التركيبة السكانية
حدّد مكتب تعداد الولايات المتحدة بيانات التركيبة السكانية لكانتون في تعداد الولايات المتحدة. في ما يلي، التركيبة السكانية حسب تعدادي 2000 و2010.

### تعداد عام 2000
بلغ عدد سكان كانتون 7,709 نسمة بحسب تعداد عام 2000، وبلغ عدد الأسر 2,702 أسرة وعدد العائلات 1,751 عائلة مقيمة في المدينة. في حين سجلت الكثافة السكانية 157.9 نسمة لكل كيلومتر مربع (409.0/ميل2). وبلغ عدد الوحدات السكنية 2,879 وحدة بمتوسط كثافة قدره 59 لكل كيلومتر مربع (152.8/ميل2).
وتوزع التركيب العرقي للمدينة بنسبة 77.97% من البيض و5.56% من الأمريكيين الأفارقة و0.91% من الأمريكيين الأصليين و0.61% من الأمريكيين ذوي الأصول الآسيوية و0.12% من سكان جزر المحيط الهادئ و12.87% من الأعراق الأخرى و1.96% من عرقين مختلطين أو أكثر و23.73% من الهسبانيون أو اللاتينيون من أي عرق.
بلغ عدد الأسر 2,702 أسرة كانت نسبة 37.9% منها لديها أطفال تحت سن الثامنة عشر تعيش معهم، وبلغت نسبة الأزواج القاطنين مع بعضهم البعض 45.9% من أصل المجموع الكلي للأسر، ونسبة 13.7% من الأسر كان لديها معيلات من الإناث دون وجود شريك،  بينما كانت نسبة 5.3% من الأسر لديها معيلون من الذكور دون وجود شريكة وكانت نسبة 35.2% من غير العائلات. تألفت نسبة 27.8% من أصل جميع الأسر من عدة أفراد يعيشون في نفس المنزل ونسبة 11.3% كانت تتألف من شخص يعيش بمفرده يبلغ من العمر 65 عاماً أو أكثر. وبلغ متوسط حجم الأسرة المعيشية 2.76، أما متوسط حجم العائلات فبلغ 3.23.
بلغ العمر الوسطي للسكان 31.0 عاماً. وكانت نسبة 24.9% من القاطنين تحت سن الثامنة عشر، وكانت نسبة 12.6% بين الثامنة عشر والرابعة والعشرين عاماً، ونسبة 33.5% كانت واقعةً في الفئة العمرية ما بين الخامسة والعشرين والرابعة والأربعين عاماً، ونسبة 15.9% كانت ما بين الخامسة والأربعين والرابعة والستين، ونسبة 9.7% كانت ضمن فئة الخامسة والستين عاماً فما فوق. يوجد لكل 100 أنثى 105.2 ذكر، ويوجد لكل 100 أنثى في الثامنة عشر من عمرها فما فوق 105.0 ذكر.
بلغ متوسط دخل الأسرة في المدينة 40,361 دولارًا، أما متوسط دخل العائلة فبلغ 48,906 دولارًا. وكان متوسط دخل الذكور 26,579 دولارًا مقابل 25,431 دولارًا للإناث. وسجل دخل الفرد الخاص بالمدينة 17,324 دولارًا. وكانت نسبة 6.6% من العائلات ونسبة 11.2% من السكان تحت خط الفقر، وكان من هؤلاء نسبة 8.6% تحت سن الثامنة عشر ونسبة 17.4% في الخامسة والستين من العمر وما فوق.

### تعداد عام 2010
بلغ عدد سكان كانتون 22,958 نسمة بحسب تعداد عام 2010، وبلغ عدد الأسر 8,204 أسرة وعدد العائلات 5,606 عائلة مقيمة في المدينة. في حين سجلت الكثافة السكانية 470.4 نسمة لكل كيلومتر مربع (1,218.3/ميل2). وبلغ عدد الوحدات السكنية 9,341 وحدة بمتوسط كثافة قدره 191.4 لكل كيلومتر مربع (495.7/ميل2).
وتوزع التركيب العرقي للمدينة بنسبة 75.59% من البيض و8.91% من الأمريكيين الأفارقة و0.79% من الأمريكيين الأصليين و1.35% من الأمريكيين ذوي الأصول الآسيوية و0.24% من سكان جزر المحيط الهادئ و10.25% من الأعراق الأخرى و2.87% من عرقين مختلطين أو أكثر و22.46% من الهسبانيون أو اللاتينيون من أي عرق.
بلغ عدد الأسر 8,204 أسرة كانت نسبة 42.4% منها لديها أطفال تحت سن الثامنة عشر تعيش معهم، وبلغت نسبة الأزواج القاطنين مع بعضهم البعض 48.6% من أصل المجموع الكلي للأسر، ونسبة 14.5% من الأسر كان لديها معيلات من الإناث دون وجود شريك،  بينما كانت نسبة 5.2% من الأسر لديها معيلون من الذكور دون وجود شريكة وكانت نسبة 31.7% من غير العائلات. تألفت نسبة 25.3% من أصل جميع الأسر من عدة أفراد يعيشون في نفس المنزل ونسبة 7.8% كانت تتألف من شخص يعيش بمفرده يبلغ من العمر 65 عاماً أو أكثر. وبلغ متوسط حجم الأسرة المعيشية 2.77، أما متوسط حجم العائلات فبلغ 3.30.
بلغ العمر الوسطي للسكان 30.6 عاماً. وكانت نسبة 29.7% من القاطنين تحت سن الثامنة عشر، وكانت نسبة 9.2% بين الثامنة عشر والرابعة والعشرين عاماً، ونسبة 34.7% كانت واقعةً في الفئة العمرية ما بين الخامسة والعشرين والرابعة والأربعين عاماً، ونسبة 17% كانت ما بين الخامسة والأربعين والرابعة والستين، ونسبة 9.4% كانت ضمن فئة الخامسة والستين عاماً فما فوق. وتوزع التركيب الجنسي للسكان بنسبة 49.2% ذكور و50.8% إناث.

## أعلام
- بروس ميلر
- لورانس كولبيرن
- ألبرت جون هندرسون
- تشيس ميلر
- تشارلز مارتن
- روبرت د. روكر

## وصلات خارجية
- (City Website)
- Cities & Counties - Georgia.gov